# Nelly-Sachs-Park
Der Nelly-Sachs-Park liegt im Berliner Ortsteil Schöneberg an der Dennewitzstraße. Der Zugang zum Park ist auch von der Blumenthalstraße über einen Fußgängerweg möglich. Mitte der 1980er Jahre beschloss die Bezirksverwaltung, den Park nach der  jüdisch-deutschen Schriftstellerin und Lyrikerin Nelly Sachs (1891–1970) zu benennen.

## Geschichte

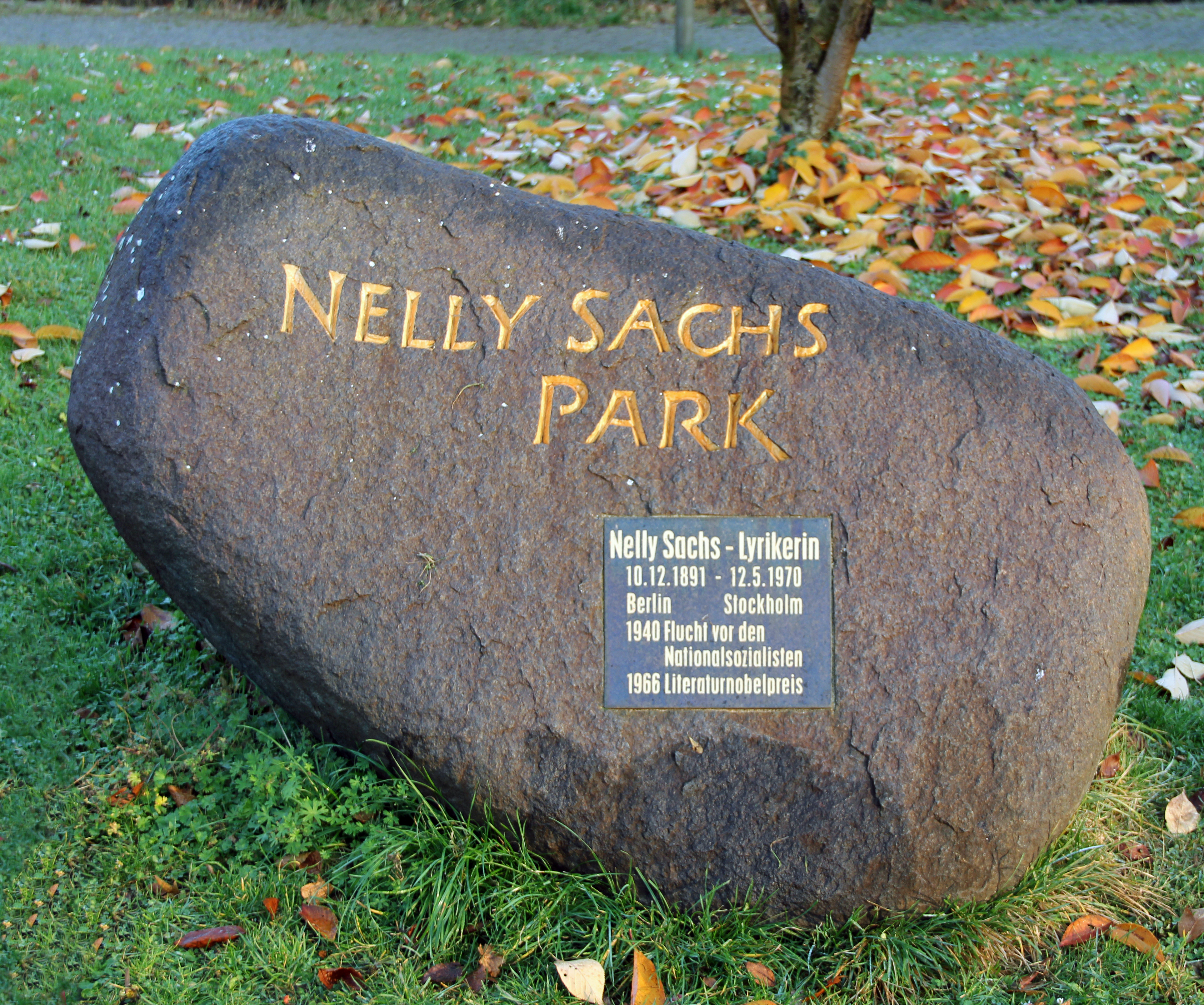

1989 wurde zu Ehren von Nelly Sachs ein Findling im Park enthüllt. 2009 wurde der Spielplatz aufgewertet, um den Anwohnern mehr Lebensqualität bieten zu können.

## Ausgestaltung
Im Park gibt es einen kleinen Teich, einen Spielplatz sowie eine Liegewiese. Der Teich wird vom Tauchsportklub Adlershof e. V. gepflegt. Er übernahm nach einer gemeinsamen Säuberungsaktion mit der BSR 2005 die Patenschaft für das Gewässer und nimmt nun halbjährlich eine Reinigung des Teichs vor. Seit 2007 war der Park Bestandteil eines Radfernwegenetzes, der von Kopenhagen nach Leipzig führen soll. Hierzu mussten einige Bäume gefällt werden, was zu Protesten bei den Anwohnern führte.
Die für 2008 angekündigte Anbindung an die Bülowstraße wurde nach vielen Planungsmängeln erst 2014 realisiert.

## Barrierefreiheit und Benachbartes
Der Park sowie die Wege sind barrierefrei. Nach Osten, jenseits der Dennewitzstraße, schließt sich das Gelände des Westparks an, der im Frühjahr 2013 fertiggestellt wurde und Teil des Parks am Gleisdreieck ist. Sein östlicher Teil wurde am 2. September 2011 eingeweiht.
An der Dennewitzstraße entstanden 1994 Wohnungsbauten des deutschen Architekten und Professors für Baukonstruktion an der Technischen Fachhochschule Berlin, Rainer Oefelein (1935–2011).